# Térraba
Térraba (Teribe), pleme ili plemena američkih Indijanaca velike porodice Macro-Chibchan, porodica talamancan, koji žive na području američke države Panama, između rijeka Río Tarire i Río Telorio. Prema jednoj klasifikaciji njima su pripadali i Uren, Ara, Tojar, Techbi ili Teshbi, Lari, Depso i Zorquin (Zhorquin).
Populacija im iznosi oko 3.000 u Panami (1996 SIL). U Kostariki ih ima najviše 300 (1991 SIL).